# Ururi
Ururi község (comune) Olaszország Molise régiójában, Campobasso megyében.

## Fekvése
A megye északkeleti részén fekszik. Határai: Larino, Montorio nei Frentani, Rotello és San Martino in Pensilis. A település a Larino folyó völgyében fekszik.

## Története
Ururi első említése 1075-ből származik Aurora néven. A 16. század elején albán menekültek telepedtek meg a vidéken, akik az Oszmán Birodalom terjeszkedése miatt menekültek el hazájukból. Ebből az időből származik mai megnevezése is. A 19. században nyerte el önállóságát, amikor a Nápolyi Királyságban felszámolták a feudalizmust.

## Népessége
A népesség számának alakulása:

## Főbb látnivalói
- Santa Maria delle Grazie-templom
- Palazzo Giammiro